# Hannibal Rising (boek)
Hannibal Rising is het vierde boek van Thomas Harris waarin Dr. Hannibal Lecter een rol speelt. Het is boek is in 2006 verschenen. Hannibal Rising kwam in het Nederlands uit als Hannibal ontwaakt.
Het verhaal is verfilmd in 2007 als Hannibal Rising.

## Verhaal
Het boek vertelt het verhaal over de jeugd van Hannibal Lecter en hoe hij een seriemoordende sociopaat werd.
Geboren in 1938 groeit hij op tijdens de Tweede Wereldoorlog. Hij ondervindt hier veel leed doordat het kasteel waar hij en zijn zusje woonden werd gebombardeerd, waarbij zijn beide ouders omkomen. Vervolgens vallen ze in handen van SS-mannen die hen ernstig mishandelen. Zijn zusje Misha werd voor zijn ogen vermoord, en haar vlees wordt verwerkt in de soep.
Na de oorlog lijkt Hannibal op te knappen maar geestelijk hunkert hij steeds meer naar wraak. Hij loopt weg uit het weeshuis dat nota bene in het kasteel van zijn ouders is gevestigd, en vlucht naar Frankrijk en zijn aangetrouwde tante, lady Murasaki. Na verloop van tijd gaat de extreem intelligente Hannibal medicijnen studeren. Dan maakt een Franse slager racistische opmerkingen tegen lady Murasaki en Lecter ontdekt tevens dat de man onderdeel was geweest van de groep SS'ers die zijn zusje had vermoord en opgegeten. Hij vermoordt de slager en zet alles op alles om de voormalige SS'ers op te sporen en wraak te nemen. Bij een van zijn slachtoffers doet hij aan kannibalisme, en zo krijgt de seriemoordenaar Hannibal Lecter vorm...
De kok van zijn tante lady Murasaki had gezegd dat het lekkerste deel van vlees de wangen zijn, en daarom at hij steeds de wangen op van zijn slachtoffers. Zo gebeurde het dat hij verzot was op mensenvlees. Het was ook zijn merk dat hij achterliet op zijn slachtoffers.
Hannibal ging medicijnen studeren, maar eigenlijk ging het hem om de menselijke anatomie, waar hij zijn zieke ideeën bedacht. Hij wilde heel graag wraak nemen maar wist niet hoe, want hij kon zich de namen van de moordenaars van zijn zusje niet herinneren. Toen hij later bij het politiebureau was ontdekte hij een middeltje (natriumthiopental) dat dromen en herinneringen stimuleert. Voor dat hij ging slapen injecteerde hij zichzelf ermee en hij herinnerde zich dat ze bij het vluchten hun identiteitsplaatjes waren vergeten en die vond hij. Toen kwam hij ook meteen zijn eerste slachtoffer tegen, een Russische grenswachter genaamd Dortlich. Hij bond hem vast aan een boom en dwong hem te zeggen waar hij moest zoeken. Dortlich vertelde dat er één in Canada woonde. Uiteindelijk stierf Dortlich doordat Hannibal het touw waarmee zijn hals vastzat aan de boom, vastmaakt aan een paard en dit liet trekken. Zijn hoofd viel er eindelijk af en de eerste wraak was compleet.
Als tweede zocht Hannibal ene Kolnas op in Frankrijk (hij had van Dörtlich gehoord waar hij ongeveer woonde). Zijn dochtertje bleek de armband van zijn zus te dragen. Hannibal speelde even met haar en stopte toen het identiteitsplaatje van Kolnas in haar zak. Natuurlijk vond Kolnas dit en hij werd bang dat iemand hem op het spoor was… 
Terug in zijn laboratorium ontdekte hij Zigmas Milko, een van de kandidaten voor zijn wraak. Hij verdoofde hem en verdronk hem in een tank met sterk water alvorens zijn wangen op te eten. Later zie je dat hij verbrand wordt.
Toen was het officieel dat Hannibal als mens gestorven was samen met zijn zuster Misha en was veranderd in een monster.
Hij kreeg een telefoontje van Grutas, zijn gevaarlijkste en meest gehate vijand, en hoorde dat hij Lady Murasaki had ontvoerd. Maar Hannibal hoorde het fluiten van ortolanen waarvan hij wist dat Kolnas deze in zijn restaurant had.
Nu was de tijd gekomen voor de definitieve afrekening. Hij nam het kleine zwaard van lady Murasaki en verborg dat in zijn jas alvorens naar het restaurant van Kolnas te gaan. Hij had de armband van zijn zus terug en confronteerde Kolnas daarmee. Deze geloofde daardoor dat Hannibal zijn dochtertje had ontvoerd. In ruil voor lady Murasaki zou hij zijn dochtertje vrijlaten. Kolnas werd gek van ellende en verraadde de locatie. Toen hij ontdekte dat zijn dochtertje al die tijd gewoon thuis was geweest, werd hij woedend en viel Hannibal aan. Deze trok vervolgens zijn zwaard en stak dat vervolgens via de kin door het hoofd van Kolnas.